# 葛蘭 (正德進士)
葛蘭（1477年—？），字時秀，河南信陽衛人，軍籍，明朝政治人物。

## 生平
河南鄉試第三十七名舉人。正德十二年（1517年）中式丁丑科會試第二百五名，登第三甲第七十三名進士。礼部观政，授直隶东明县知县，调山西隰州蒲县。

## 家族
曾祖葛福；祖父葛興；父葛隆，母魏氏。永感下。兄葛芳。